# Lắc bầu cua

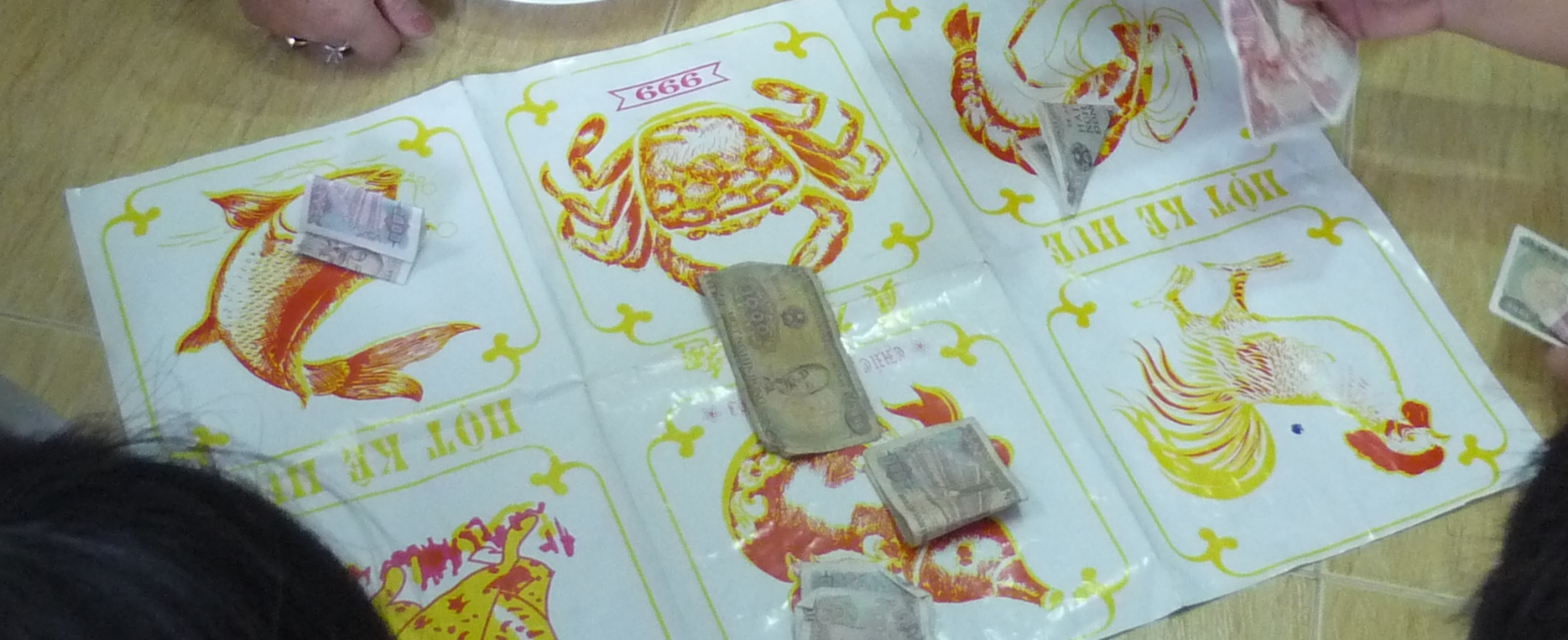
Một bàn bầu cua tại Việt Nam

Lắc bầu cua hay là bầu cua tôm cá hay bầu cua cá cọp là một trò chơi mang tính cờ bạc phổ biến ở Việt Nam. Người Việt Nam thường chơi trò này vào các dịp lễ, đặc biệt là Tết Nguyên Đán. Trò chơi có cách chơi ngẫu nhiên, tương tự trò Roulette của phương Tây.

## Lịch sử
Bầu Cua Cá Cọp là trò chơi bắt nguồn từ bên Trung Quốc được người Hoa gọi là Hoo Hey How (魚蝦蟹, Hán Việt: Ngư hà giải);(Cá (Hoo), Tôm (Hey), Cua (How).
Trong giới thủy thủ người Anh trước đây cũng chơi phổ biến một trò chơi tương tự trên boong tàu trong lúc rỗi rảnh, buồn chán khi ra khơi đánh cá và gọi là Crown and Anchor. Trò Crown Anchor phổ biến tại Anh, Bỉ, Hà Lan, và nước Pháp. Các casino tại Mỹ có trò chơi tương tự là Chuck-a-luck hay là Grand Hazard.

## Các ô hình

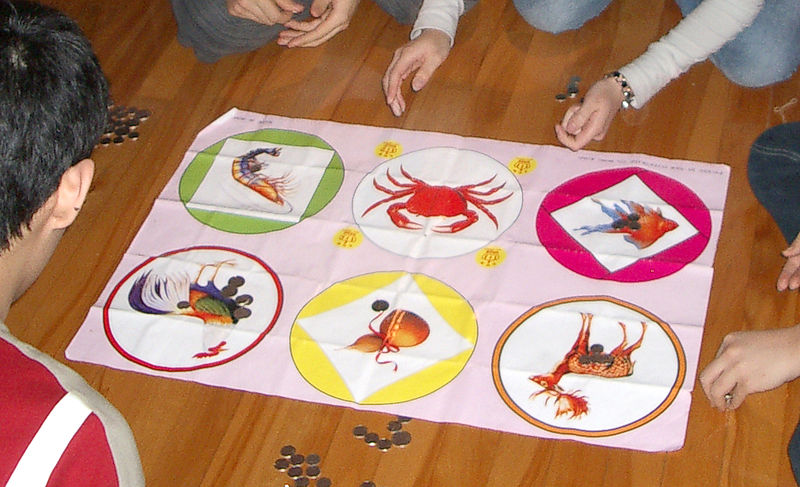
Bàn bầu-cua-cá-gà-tôm-nai

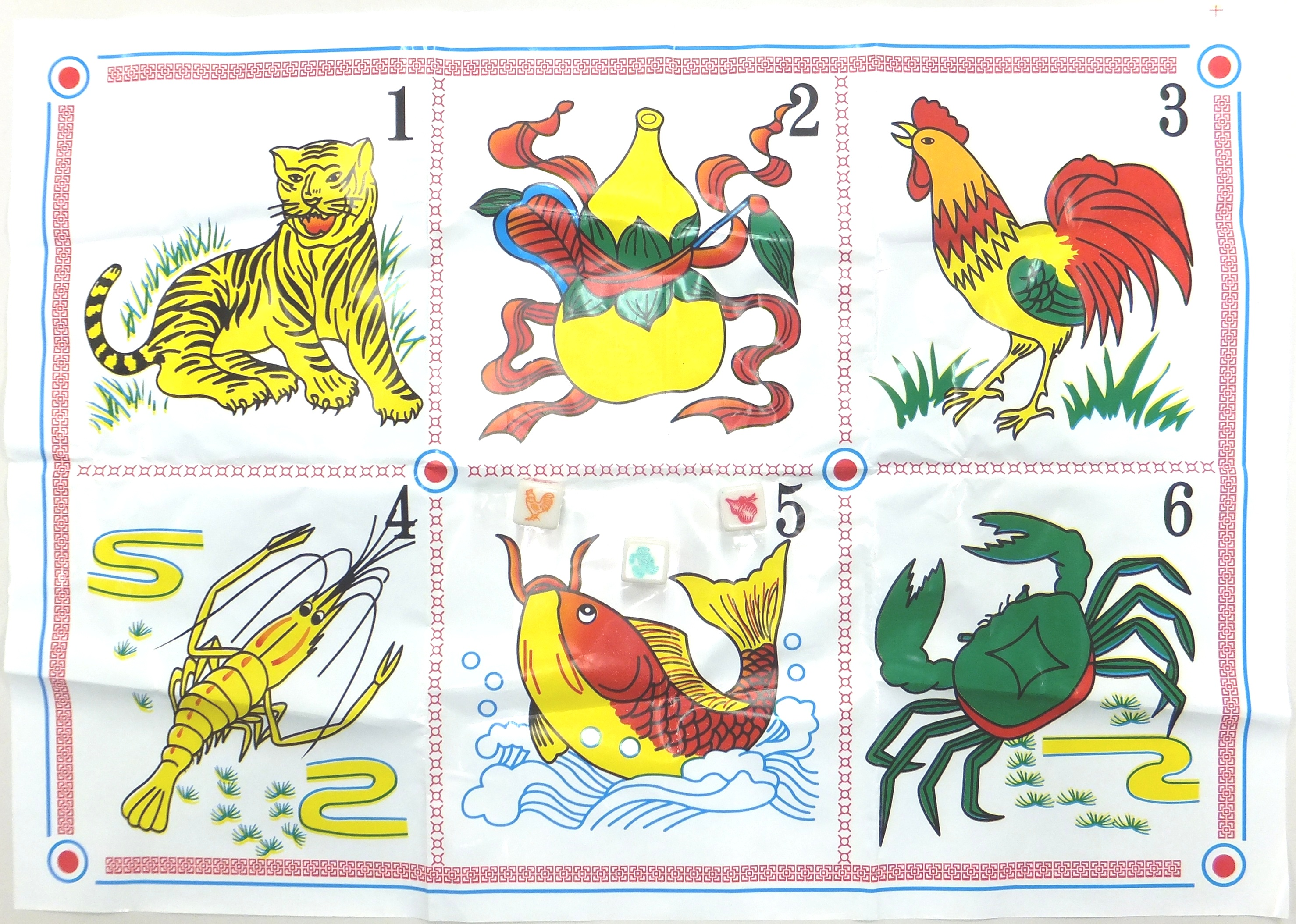
Bàn bầu-cua-cá-cọp-gà-tôm

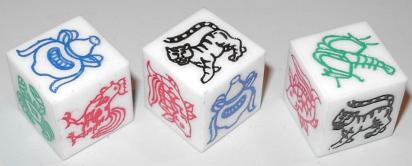
3 viên xúc xắc Thái (với hình cọp)

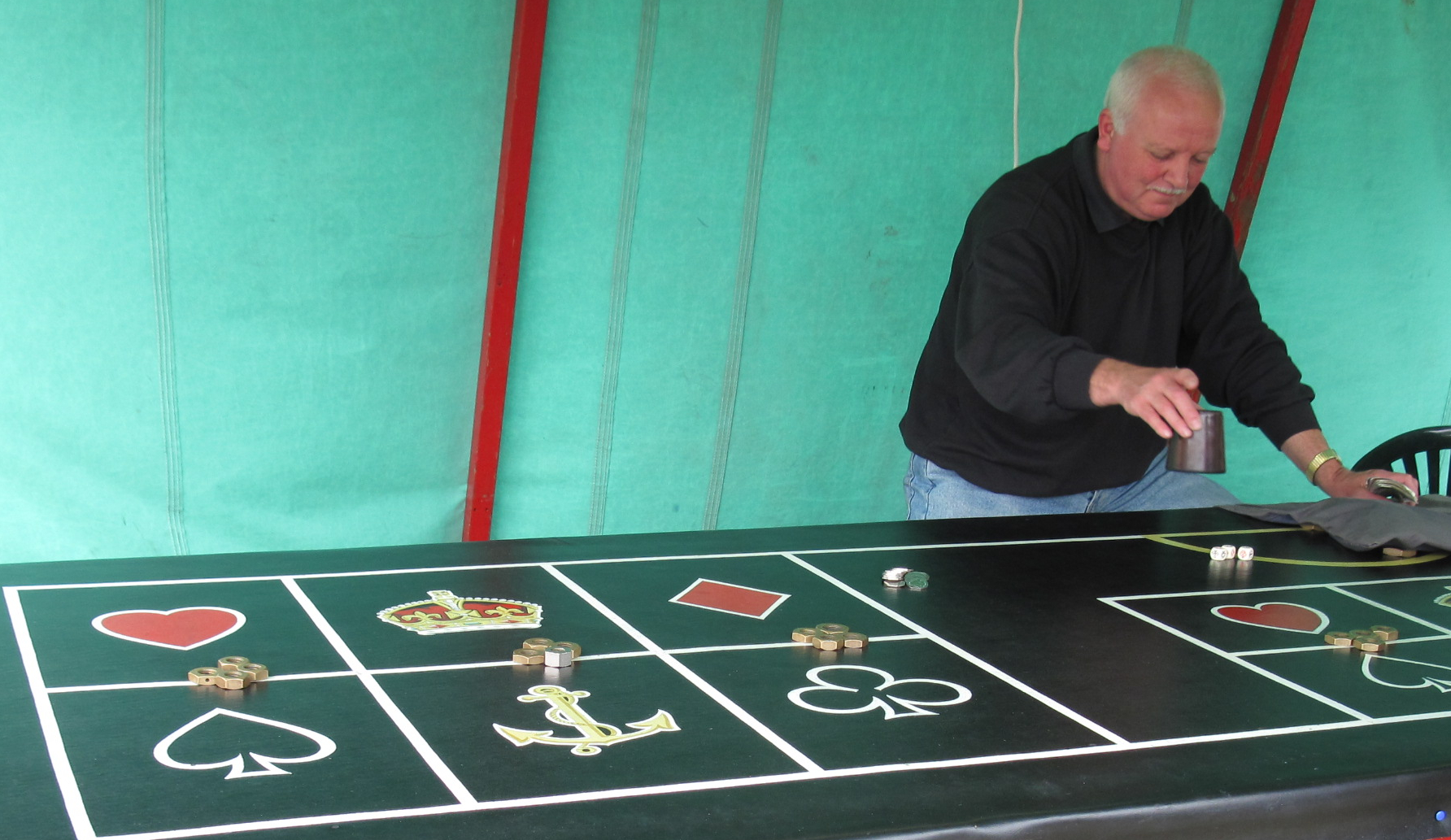
Bàn Crown and Anchor

Trò chơi có 6 linh vật và khác nhau tại từng quốc gia:
- Hoo Hey How (Trung Quốc): bầu-cua-cá-gà-tôm-tiền[2]
- Crown and Anchor (Âu châu): vương miện-mỏ neo-cơ-rô-chuồn-bích[2]
- Bầu cua tôm cá hay Bầu cua cá cọp (Việt Nam): bầu-cua-cá-gà-tôm-nai[2]
- Thái Lan: giống Việt Nam, thay nai bằng cọp.[2]

## Tên gọi
Còn nhiều tranh cãi về tên gọi: Bầu cua cá cọp vì trên bàn bầu cua thường chơi tại Việt Nam không có con cọp. Có ba hướng giải thích được nhiều người đồng ý: 
- Bầu cua cá cọp nghe vần và xuôi tai hơn[2]
- Do đọc trại chữ "Cọc" (ám chỉ con nai) thành "Cọp"[2]
- Nhiều người nhầm bầu cua Việt Nam với Thái Lan (có con cọp)[2]

## Dụng cụ
Dụng cụ cho trò chơi bao gồm một bàn bầu cua gồm 6 ô vẽ hình 6 linh vật theo thứ tự từ phải sang trái, trên xuống dưới là: nai, bầu, gà, cá, cua, tôm. Ngoài ra, cần 3 viên xúc xắc in hình 6 linh vật này và cái chén.

## Luật chơi
Trò chơi chia thành nhiều lượt và không giới hạn số lượng cũng như số lượng người chơi.
Bắt đầu một lượt chơi, ba viên xúc xắc được nhà cái (người tổ chức, quản lý và điều hành trò chơi) lắc đồng thời và kết quả của chúng được giữ kín. Người chơi đặt tiền vào một hoặc nhiều linh vật mà mình muốn, có thể đặt nhiều linh vật trong một lượt chơi và không giới hạn tiền đặt.
Khi việc đặt tiền đã xong, nhà cái mở ra, công bố kết quả xúc xắc.
Nếu trong ba viên xúc xắc xuất hiện linh vật mà người chơi đã đặt cược tiền, họ sẽ lấy lại tiền cược và nhà cái phải trả số tiền bằng với số lần linh vật đó xuất hiện nhân với số tiền cược (Ví dụ: Nếu người chơi đặt 1.000 đồng vào cửa cá mà ra một con cá sẽ được trả 1.000, ra hai con cá được trả 2.000, ra ba con cá được trả 3.000, và nhận lại số tiền mình đã đặt cược)
Nếu linh vật người chơi chọn không xuất hiện, số tiền đặt cược thuộc về nhà cái

## Xác suất thắng thua
Có tất cả 216 trường hợp có thể xảy ra khác nhau (6X6X6), trong đó có 6 × 5 × 4 = 120 trường hợp ra 3 hình khác nhau, 6 trường hợp ra 3 hình giống nhau và 216 – 120 – 6 = 90 trường hợp ra 2 hình này và 1 hình khác. Nếu tất cả các ô hình cùng lúc đặt đồng đều 1000 đồng, thì nếu ra 3 hình khác nhau, nhà cái sẽ hòa, ăn 3 và thua 3; nếu có 2 hình giống nhau và 1 hình khác, nhà cái chung 2000 (cho nhà trúng 2 hình) + 1000 (cho nhà trúng 1 hình) và ăn 4000 của 4 nhà còn lại, nghĩa là lời 1000; nếu ra 3 hình giống nhau, nhà cái) chung 3000 đồng cho nhà trúng và thắng 5 nhà còn lại, lời 2000 đồng. Như thế, theo xác suất, nếu các nhà đặt tiền luôn bằng nhau, nhà cái không bao giờ thua, mà cơ may thắng nhiều hơn. Điều này có thể sẽ thay đổi, nếu các ô hình có số tiền đặt không đồng đều. Một cách tổng quát, tỉ lệ trả thưởng là (120 x 1 + 6 x 2/3 + 90 x 5/6) / 216 = 92.1%, hay nhà cái có lợi nhuận trung bình 7.9% tổng số tiền cược.
Xác suất đặt 1 ô trúng:
Bằng 100% trừ cho xác suất không trúng, với xác suất không trúng tính như sau.
3C3 x (5/6) x (5/6) x(5/6)= (5/6)^3 = 0.58.
100% - 58% = 42%. 
Con số 42% bao gồm tỉ lệ trúng chính xác 1, chính xác 2 và chính xác 3 mặt xí ngầu bầu cua.
Phương sai với N lần đặt cược sẽ là N x 0.58 x 0.42.
Với xác suất thắng là 0.42 với tỉ lệ trả thưởng 1:1 thì về toán học bạn sẽ không bao giờ thắng được trò chơi. Bởi tỉ lệ trả thưởng đúng cân bằng giữa 2 bên là 58/42 = 1.38.